# Ridge Racer 6
A Ridge Racer 6 a Ridge Racer sorozat hatodik számozott epizódja. A Namco videójáték kiadó jelentette meg. Az Xbox 360 nyitókínálata részeként jelent meg 2005. november 18-án Japánban, december 10-én Észak-Amerikában, 2006 december 17-én Európában.

## Játékmenet

### Alapok
A korábbi részekhez hasonlóan, az utolsó, 14. helyről indulva kell megnyerni a versenyeket 3 kör alatt. A játékmenet központi eleme a drift és az úgynevezett nitrózás. Menet közben a driftek alkalmazásával tölthető fel a 3 nitro palack. A nitro löket(ek) használatával lehet szert tenni nagyobb sebességre. A nagyobb sebesség időtartama a felhasznált palackok számától függ.
A játék kb. 1 perces Full Motion Videoval indul, amiben szerepet kap a sorozatban többször is feltűnt Reiko Nagasze.

### Egyjátékos mód
A program egyjátékos gerince a "World Xplorer" mód, ahol összesen 235 verseny érhető el. Ezen versenyek teljesítésével nyithatóak meg a pályák, a magasabb autóosztályok és azon belül az egyes jobb autók. A versenyek ikonjai egy furcsa rácsszerkezetben helyezkednek, az első futamok a bal alsó sarokból indulnak. Jobbra haladva nehezednek a versenyek, felfele pedig a autók osztályai emelkednek. A versenyek rendelkezhetnek úgynevezett "no nitro" szabállyal, ahol korlátozott a nitro használata, a palackok nem tölthetők fel. Egy-egy szakasz csomópontján párbaj (duel) versenyek találhatók, ahol mindössze egy, de nehezebb ellenféllel találkozhat a játékos. A futam megnyerése után elérhető a párbajban legyőzött autója és további versenyek.
A játék ezen szakaszának teljesítése 20 órát vesz igénybe, ha a versenyeket első próbálkozásra sikerül teljesíteni.

### Online mód
Az Xbox Live rendszer segítséggel online is játszható a program. Összesen 14 játékos versenyezhet egyszerre hagyományos futamokon, vagy lehet szimplán az idő ellen versenyezni, ahol egy világranglistán jelennek meg az elért eredmények.

### Pályák
Összesen 15 pályán lehet versenyezni. Ezeken mindkét irányba folyhat a verseny, így összesen 30 nyomvonal található a programban. Az előző részekhez hasonlóak a pályák, megtalálhatók a sorozat védjegyévé vált futurisztikus városok és a tengerparti helyszínek.

### Autók
A program 130 autót tartalmaz, ezek közül 10 különleges, hagyományos autóktól teljesen eltérő felépítésű. A legkülönlegesebbek ezek közül a lebegő Pac-Man jármű, a légpárnás jellegű Assuluto Pronzione és a drag versenyautókra hasonlító Age Ultranova.